# Campionati mondiali master di orientamento 2007
Manifestazione svolta dal 7 al 14 luglio 2006 in  Finlandia a Kuusamo.

## Categorie maschili
| Categoria | oro                | argento           | bronzo          |
| --------- | ------------------ | ----------------- | --------------- |
| M35       | Janne Salmi        | Igor Gorbatenkov  | Sören Nymalm    |
| M40       | Timo Karppinen     | Keijo Parkkinen   | Seppo Mäkinen   |
| M45       | Ari Kattainen      | Ilkka Peltola     | Juha Tuomisto   |
| M50       | Jukka-Pekka Rantio | Jorma Nissilä     | Pekka Fincke    |
| M55       | Tapio Peippo       | Taisto Kemppainen | Jan Solli       |
| M60       | Veikko Loukonen    | Paavo Inkinen     | Timo Harju      |
| M65       | Björn Linnersjö    | Anders Buhré      | Yrjö Nikkinen   |
| M70       | Rune Carlsson      | Reijo Lehkonen    | Pertti Salminen |
| M75       | Mauri Rantala      | Eero Liski        | Ville Asikainen |
| M80       | Arvo Majoinen      | Tauno Fincke      | Rune Isaksson   |
| M85       | Vilho Himanen      | Martin Dreng      | Eero Tuuteri    |
| M90       | Erkki Luntamo      |                   |                 |

## Categorie femminili
| Categoria | oro                          | argento                  | bronzo             |
| --------- | ---------------------------- | ------------------------ | ------------------ |
| W35       | Vroni König-Salmi            | Anna Gornicka-Antonowicz | Sanna Nymalm       |
| W40       | Teresa Kollanen              | Annamari Vierikko        | Elina Raijas       |
| W45       | Sirkka Oikarinen             | Marje Viirmann           | Kirsi Kihlström    |
| W50       | Liz Campbell                 | Hennariikka Lonka        | Kari Natvig        |
| W55       | Irina Stepanova              | Irmeli Laine             | Maarit Juura       |
| W60       | Maija Verha                  | Maira Liepa              | Eila Palomäki      |
| W65       | Torid Kvaal Birgitta Thunell |                          | Pirkko Tahvanainen |
| W70       | Ingrid Roll                  | Unni Bohlerengen         | Inger E. Vamnes    |
| W75       | Raila Sinkkilä               | Leena Ikkala             | Gunnel Snellman    |
| W80       | Sole Nieminen                | Elvy Fredin              | Karin Rehn         |
| W85       | Lillian Røss                 |                          |                    |

## Medagliere
|   | Stato                    | oro | argento | bronzo | Totale |
| - | ------------------------ | --- | ------- | ------ | ------ |
| 1 | Finlandia                | 15  | 12      | 16     | 43     |
| 2 | Svezia                   | 3   | 2       | 2      | 7      |
| 3 | Norvegia                 | 2   | 2       | 3      | 7      |
| 4 | Russia                   | 1   | 1       | 0      | 2      |
| 5 | Svizzera Regno Unito     | 1   | 0       | 0      | 1      |
| 7 | Polonia Estonia Lettonia | 0   | 1       | 0      | 1      |